# Nikolái Miliutin
Nikolái Aleksándrovich Miliutin (en ruso: Николай Александрович Милютин, 9 de diciembrejul./ 21 de diciembre de 1889greg. – 4 de octubre de 1942) , también escrito Milyutin o Miljutin, fue uno de los más influyentes teóricos de la arquitectura soviética de los años 30. En 1917, asumió su primer puesto oficial, pero hasta 1925 no inicia su interés por el Urbanismo al convertirse en responsable del Comité de estudio para la construcción de nuevas ciudades de la Academia Comunista. Su pensamiento quedó reflejado en tres propuestas concretas -los planes para Magnitogorsk, la factoría de tractores de Stalingrado y una planta de fabricación de coches en Gorki- presentadas en su libro Sotsgórod  (en ruso, «Соцгород», Ciudad socialista) en 1930.
Las investigaciones sobre nuevas estructuras territoriales de la OSA (Asociación de los Arquitectos Contemporáneos) provocaron divisiones en el seno de la organización, delineándose dos posturas encontradas: urbanistas y desurbanistas. Mientras los primeros buscan el modo de corregir los problemas urbanos tal como han sido recibidos por el nuevo Estado, los desurbanistas consideran irrecuperable la ciudad heredada. Para sustituirla propugnan estructuras de asentamiento que recorran el territorio siguiendo los ejes de infraestructura. Esta contienda adquiere tintes cada vez más teóricos, situando las formas por delante de las estructuras. Ante la rigidez y abstracción de estas propuestas resultó inevitable la acusación de ideologismo de los desurbanistas, y con ellos de Miliutin, por parte de los órganos del partido comunista.
Miliutin analiza la nueva situación y los requisitos de la futura construcción soviética. La necesidad de reestructurar la economía y la producción según los principios socialistas le llevan a defender un modelo de desurbanización como expresión auténtica del socialismo ya que elimina las diferencias entre campo y ciudad, de modo análogo a como el socialismo suprime las diferencias entre burguesía y proletariado. Consciente del caos que supone la ciudad actual propone un nuevo esquema de ciudad soviética -Sotsgórod-, en la que desaparezca el barrio -expresión del sistema de clases-, adoptando una ordenación lineal en bandas paralelas. El emplazamiento de estos nuevos asentamientos se determinará por los centros de producción, localizándose según factores económicos, políticos y naturales. Analiza por último la concreción formal y arquitectónica de las edificaciones, describiendo los modos de vida y organización social de la nueva ciudad socialista.
Encontramos en este esquema dos elementos claves, presentes ya en la propuesta de Soria y Mata (1892): la virtualidad que goza el transporte ferroviario para la conformación de la ciudad, y el deseo de superar el modo convencional de relacionar la ciudad con el campo. En cualquier caso, la ciudad lineal soviética presenta indudablemente una mayor complejidad funcional, y en consecuencia una mayor riqueza formal. No obstante, la complejidad de esta propuesta, se apoya de modo decisivo en su componente industrial: toda la ciudad se ordena en función de la producción industrial, subordinando los aspectos residenciales y urbanos a la producción. El esquema nace así con una gran rigidez, haciéndose difícil su adaptación a un lugar determinado.